# Campeonato Italiano de Futebol de 1920–21 – Primeira Divisão
A Primeira Divisão do Campeonato Italiano de Futebol de 1920–21, também conhecida oficialmente como Prima Categoria de 1920–21, foi a 20.ª edição da principal divisão do Campeonato Italiano de Futebol (a 14.ª como Prima Categoria).
A competição foi organizada pela Federazione Italiana Giuoco Calcio — FIGC (em português:  Federação Italiana de Futebol) e disputada entre 10 de outubro de 1920 e 24 de julho de 1921.
O título de campeão ficou com o Pro Vercelli, seu sexto título. A final do título italiano foi disputada em 24 de julho de 1921, em Turim: o Pro Vercelli venceu o Pisa por 2–1, aproveitando o mando de campo.

## Premiação
| Campeonato Italiano de Futebol de 1920–21 Primeira Divisão |
| ---------------------------------------------------------- |
| Football Club Pro Vercelli 1892 Campeão (6.º título)       |